# Wono Sari (Sinunukan)
Wono Sari is een bestuurslaag in het regentschap Mandailing Natal van de provincie Noord-Sumatra, Indonesië. Wono Sari telt 875 inwoners (volkstelling 2010).